# 프리아포스

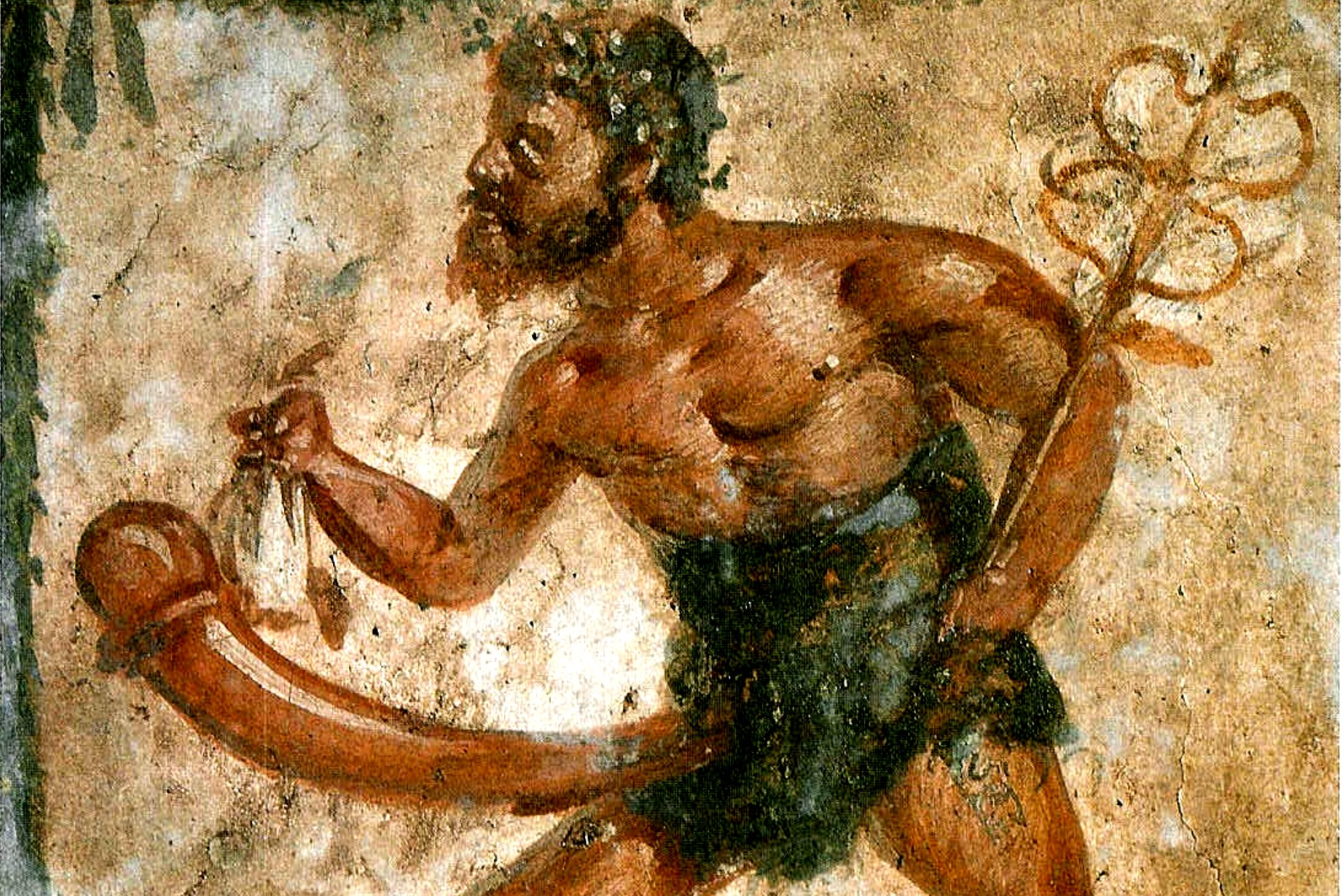
프리아포스

프리아포스(고대 그리스어: Πρῐ́ᾱπος)는 그리스 신화의 가축, 과수원, 정원, 남자 생식기의 수호신이자 생식과 풍요를 관장하는 신이다. 기본적으로 알려진 것은 디오니소스와 아프로디테 사이에 태어났다는 설이지만, 그 밖에도 헤르메스, 제우스, 판이 아버지라는 설도 있다.

## 같이 보기
- 카라비가